# Ірландський республіканізм

Прапор «Ірландська Республіка», який майорів над Головпоштамтом у Дубліні під час Великоднього повстання в Ірландії 1916 року. Його виготовила Мері Шеннон у штабквартирі Ірландської громадянської армії в Ліберті-Голі. Після капітуляції повстанців прапор захопили британські війська, а у 1966 році уряд Великої Британії повернув його до Ірландії. Нині він експонується в Національному музеї Ірландії в Дубліні.

Ірландський республіканізм (ірл. poblachtánachas Éireannach, англ. Irish republicanism) — це політичний рух за створення Ірландської республіки, вільної від будь-якого британського правління. Протягом століть свого існування цей рух охоплював різні тактики та ідентичності — як виборчі, так і збройні, як широкопідтримувані, так і іконоборчі.
Сучасна поява націоналізму, демократії та радикалізму створила підґрунтя для руху, в межах якого по всьому острову виникали організації, що прагнули незалежності. Парламентні поразки викликали повстання та збройні кампанії, які придушували британські сили. Повстання на Великдень — спроба перевороту під час Першої світової війни — принесло руху широку підтримку. Ірландську республіку було проголошено у 1916 році, а офіційно закріплено після Ірландської війни за незалежність. Після цього, у 1922 році, спалахнула Ірландська громадянська війна, спричинена поділом острова.
Республіканська діяльність, зокрема збройні кампанії, тривала у новоствореній Північній Ірландії — регіоні у складі Сполученого Королівства. Напруження у цьому регіоні досягло апогею у вигляді масового конфлікту у 1969 році. Це спричинило появу парамілітарних формувань: республіканці згуртувались у Тимчасову Ірландську республіканську армію (ТІРА), яка вела кампанію проти британської держави приблизно три десятиліття. Республіканці, представлені партією Шинн Фейн, поступово перейшли до політичної боротьби, беручи участь у мирному процесі та уклавши Белфастську угоду 1998 року. Відтоді ТІРА роззброїлась, а республіканців було обрано до різних рівнів влади; представників руху, які виступають проти цього курсу, зазвичай називають дисидентськими республіканцями.